# Second Extinction
Second Extinction est un jeu vidéo annulé de tir développé par Systemic Reaction et édité par Avalanche Studios, qui est sorti en octobre 2020 en accès anticipé sur Windows 10 et plus tard sur Xbox One et S , a été annoncé lors de la conférence numérique Xbox 20/20 de mai 2020.
En octobre 2023, la version 1 du jeu est annulée, le jeu est retiré de la vente et le développeur annonce la fermeture des serveurs pour fin 2024.